# Liège (rivière)
Pour les articles homonymes, voir Liège (homonymie).
La Liège est une rivière française des départements de la Corrèze et de la Creuse, affluent de la Diège et sous-affluent de la Dordogne.

## Géographie

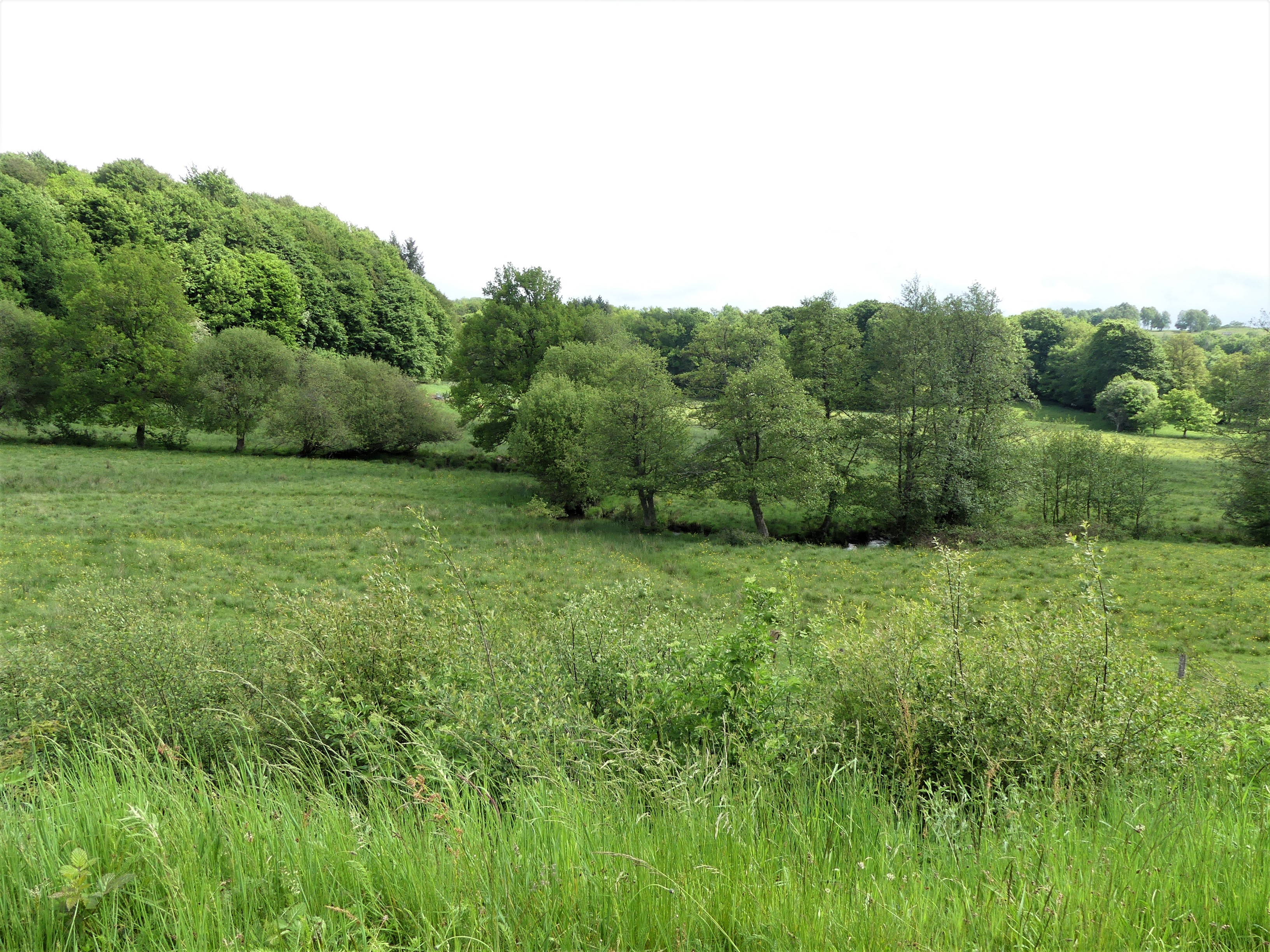
La vallée de la Liège à La Courtine.

La Liège prend sa source dans le département de la Creuse vers 815 mètres d’altitude en bordure est du camp militaire de La Courtine, sur la commune du Mas-d'Artige, à moins de 600 mètres au sud-sud-ouest de la source de la Creuse.
Elle longe la route départementale (RD) 982 qui la franchit à deux reprises. Elle passe ensuite à l'ouest du bourg de La Courtine, recevant en rive gauche le ruisseau de Coutejoux. Elle entre en Corrèze au niveau du pont où se rejoignent les RD 29 (Creuse) et 172 (Corrèze). Elle est grossie en rive droite par le ruisseau de Guillerin, passe sous la RD 21 puis reçoit sur sa gauche le ruisseau des Levades.
Elle est franchie par la RD 80 et, deux kilomètres plus loin, se jette dans la Diège en rive gauche à 642 mètres d'altitude, deux kilomètres à l’ouest du bourg de Saint-Pardoux-le-Vieux, au nord du lieu-dit Confolent.
La Liège est longue de 24,1 km.

### Communes et départements traversés
La Liège arrose cinq communes dans les départements de la Creuse et de la Corrèze, soit d'amont vers l'aval :
- Creuse : Le Mas-d'Artige (source), La Courtine ;
- Corrèze : Saint-Rémy, Bellechassagne, Saint-Pardoux-le-Vieux (confluence avec la Diège).

### Bassin versant
Son bassin versant s'étend sur 105 km2. Il est constitué à 70,61 % de « forêts et milieux semi-naturels », à 26,20 % de « territoires agricoles », à 1,88 % de « territoires artificialisés », et à 1,15 % de « zones humides ». Outre les cinq communes baignées par la Liège, le bassin en concerne également quatre autres : 
- Beissat baignée par le ruisseau des Aiguillères[2] ;
- Saint-Martial-le-Vieux baignée par le ruisseau des Levades[3] ;
- Saint-Oradoux-de-Chirouze baignée par le ruisseau de Coutejoux[4] ;
- Sornac, en Corrèze, baignée par le ruisseau de Guillerin[5].

### Affluents
Parmi les treize affluents répertoriés par le Sandre, trois ont une longueur supérieure à cinq kilomètres. D'amont vers l'aval se trouvent :
- le ruisseau de Coutejoux (6,9 km) en rive gauche[4] ;
- le ruisseau de Guillerin (8,4 km) en rive droite[5] ;
- le ruisseau des Levades (7,6 km) en rive gauche[3].

Le ruisseau de Coutejoux a un affluent, le ruisseau des Aiguillères, et un sous-affluent. Le nombre de Strahler de la Liège est donc de quatre.

## Galerie de photos

la Liège à La Courtine
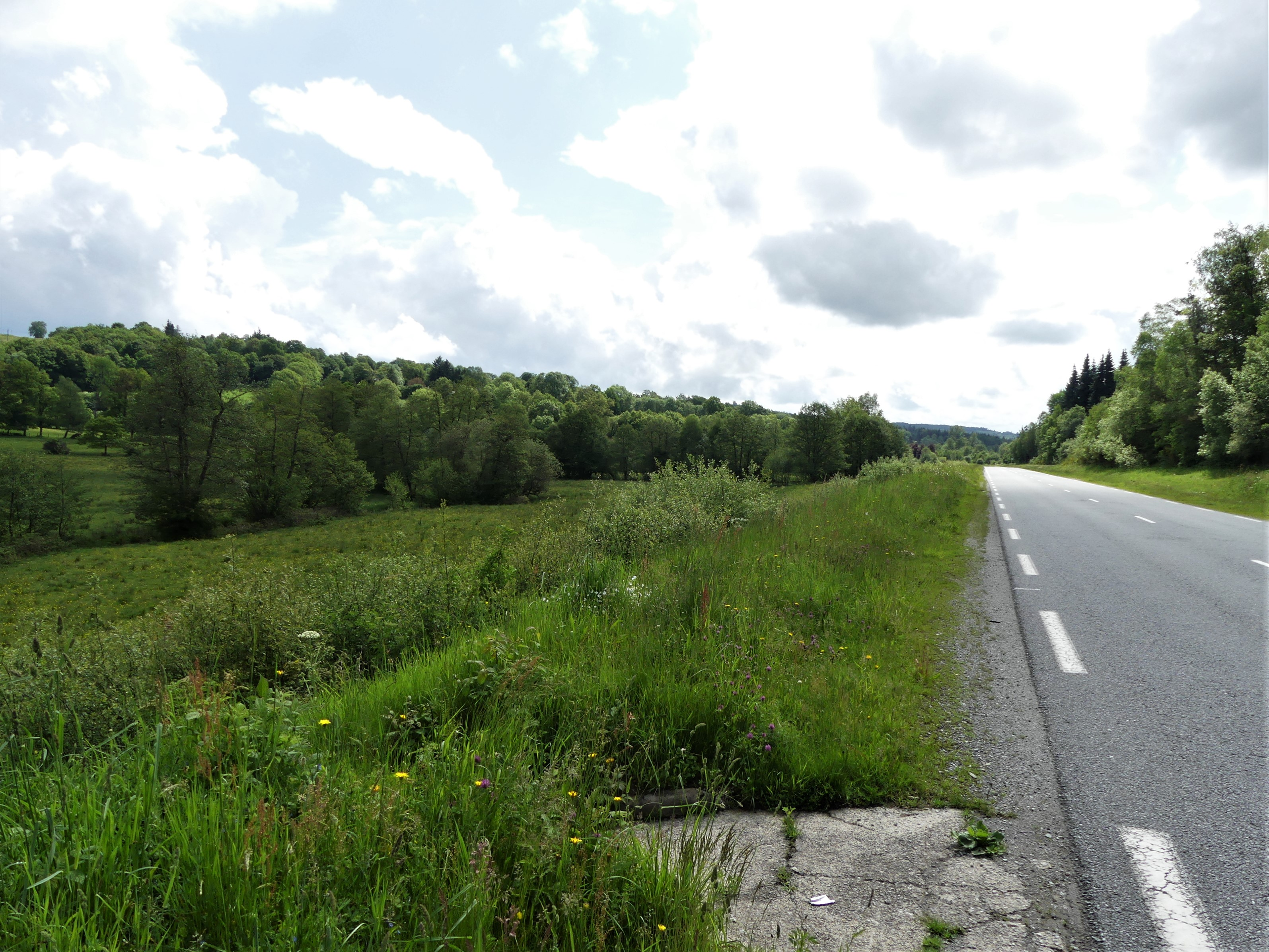
La route départementale 982 longe la vallée de la Liège.
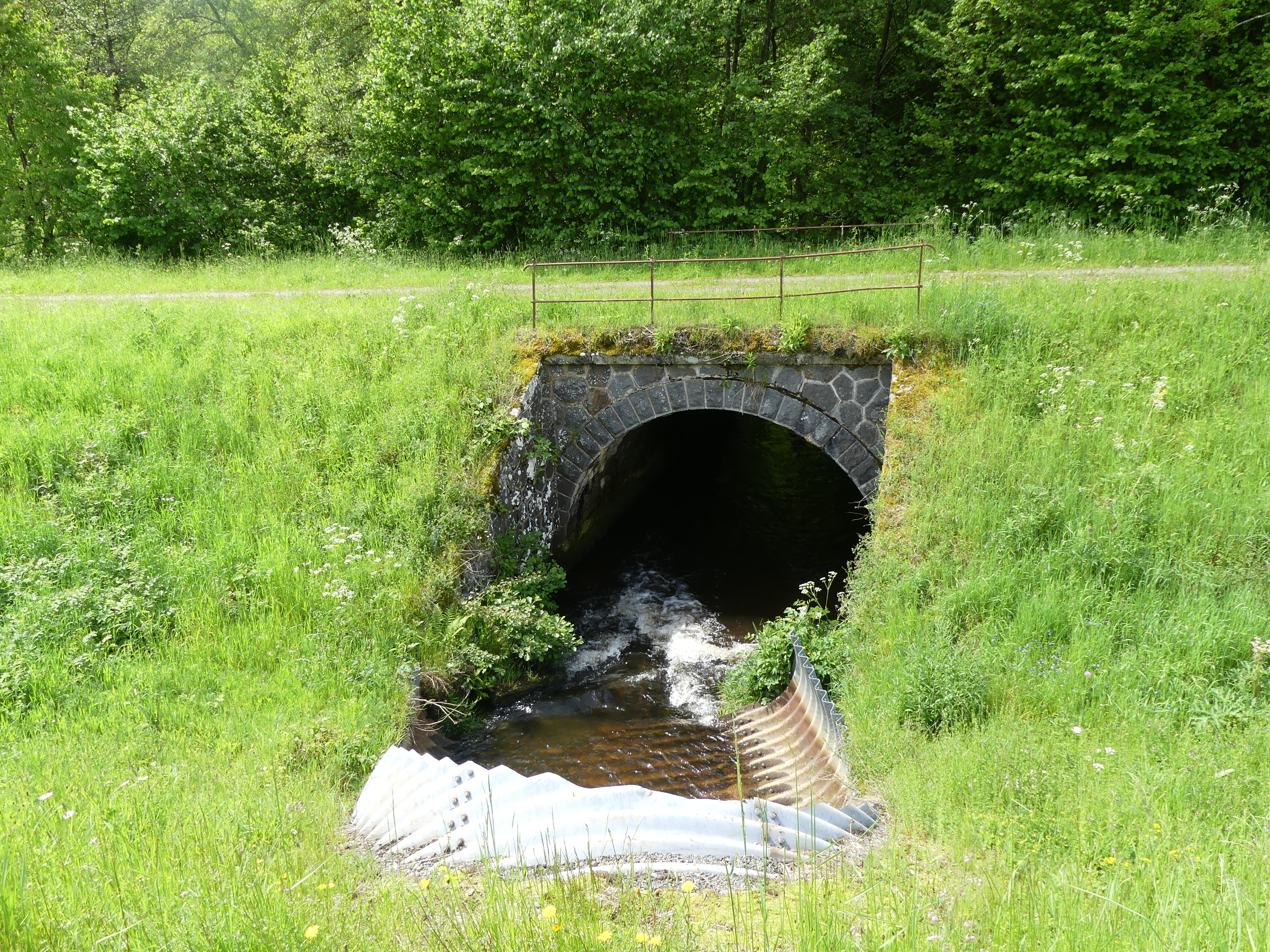
Après être passée sous la RD 982, la Liège passe sous l'ancienne voie ferroviaire.